# Carrauntoohil
Carrauntoohil (/ ˌkærəntuːl /, irsko Corrán Tuathail ) je najvišji vrh na irskem otoku. Je v grofiji Kerry, visok je 1038 m in je osrednji vrh gorske verige Macgillycuddy's Reeks. Greben proti severu pripelje do drugega najvišjega vrha na Irskem Beenkeragha s 1010 m, medtem ko greben proti zahodu vodi do tretjega najvišjega vrha Caher s 1001 m. Carrauntoohil meji na tri doline v obliki sklede, vsaka s svojimi jezeri. Na vzhodu je Hagov Glen ali Coomcallee (Com Caillí, 'luknja čarovnice'), na zahodu je Coomloughra (Com Luachra) in na jugu je Curragh More (Currach Mór, 'veliko močvirje').
Na vrhu je bil postavljen lesen križ, ki ga je v 50. letih dvajsetega stoletja postavila lokalna skupnost, leta 1976 ga je zamenjal 5 m visok jeklen križ. Leta 2014 so ga odrezali kriminalci  v navideznem protireligioznem sektaškem napadu, vendar je bil kmalu zatem obnovljen .
Carrauntoohil je škotsko planinsko društvo razvrstilo kot Furth, tj. gora, višja od 950 m, ki je zunaj (ali furth of) Škotske, zato se včasih imenuje tudi Irish Munros (hrib višji od 914,4 m).

## Ime
Ime gore se različno zapisuje, različne so tudi teorije o izvoru . 'Carrauntoohil' je najpogostejši zapis, ki ga uporablja tudi Ordnance Survey Ireland. Druge različice so Carrantoohil, Carrantouhil, Carrauntouhil in Carrantuohill. To so anglicizmi irskega imena, vendar izvor in pomen nista jasna. Uradno irsko ime je Corrán Tuathail. To razlagajo kot 'obrnjeni srp' ali 'Tuathalov srp', Tuathal pa je moško ime. Ena prvih omemb gore je Gheraun-Tuel, kot jo je leta 1812 imenoval Isaac Weld. To nakazuje, da je bil prvi del besede géarán ('čekan'), kar najdemo tudi v imenih drugih gora v Kerryju, in da je bilo prejšnje ime morda Géarán Tuathail ('Tuathalov čekan'). 

## Pohodniške poti
Na goro se najpogosteje povzpne s severovzhoda, vzdolž Hag's Glena in po strmih Hudičevih lestvah do prelaza med Carrauntoohilom in Cnoc na Toinne, nato pa proti severozahodu do vrha. Pot je v zadnjih letih postala nevarnejša zaradi razpokanih kamnov in gnezdenja . Za vzpon na planino ni potrebna posebna oprema, vendar je priporočljiva previdnost. Druga možnost je vzpon na dva druga vrhova v grebenskem prečenju, ki se začne z zahodne strani. Prehod z najvišje točke na drugo najvišjo je lahek.